# Helmut Norpoth
Helmut Norpoth (* 1943 in Essen) ist ein US-amerikanischer Politikwissenschaftler.

## Leben
Helmut Norpoth studierte bis 1966 an der Freien Universität Berlin und anschließend an der Universität Michigan, die er 1967 mit dem Titel eines Masters abschloss. Danach promovierte er 1976 an der Universität Michigan. Anschließend lehrte er an der Universität Köln und der Universität von Texas. Ab 1979 arbeitete er an der Stony Brook University und wurde dort 1980 zum Assistenz-Professor und 1985 auf eine volle Professorenstelle berufen.
Norpoth lehrt und forscht an der Stony Brook University.
Er beschäftigt sich unter anderem mit Wahlvorhersagen. So entwickelte er das "Primary Model", das auf Daten von Präsidentschaftswahlen ab 1912 beruht. Das Modell erlangte eine gewisse Bekanntheit im Zusammenhang mit der Präsidentschaftswahl in den Vereinigten Staaten 2016, da er auf Basis dieses Modells einen Wahlsieg Donald Trumps vorhersagte.

## Veröffentlichungen (Auswahl)
- Wählerverhalten in der Bundesrepublik, Frankfurt/Main, New York 1980.
- Mit Rot-Grün ins Schwarze getroffen: Prognosemodell besteht Feuertaufe, Mannheim 2004.